# .444 Marlin

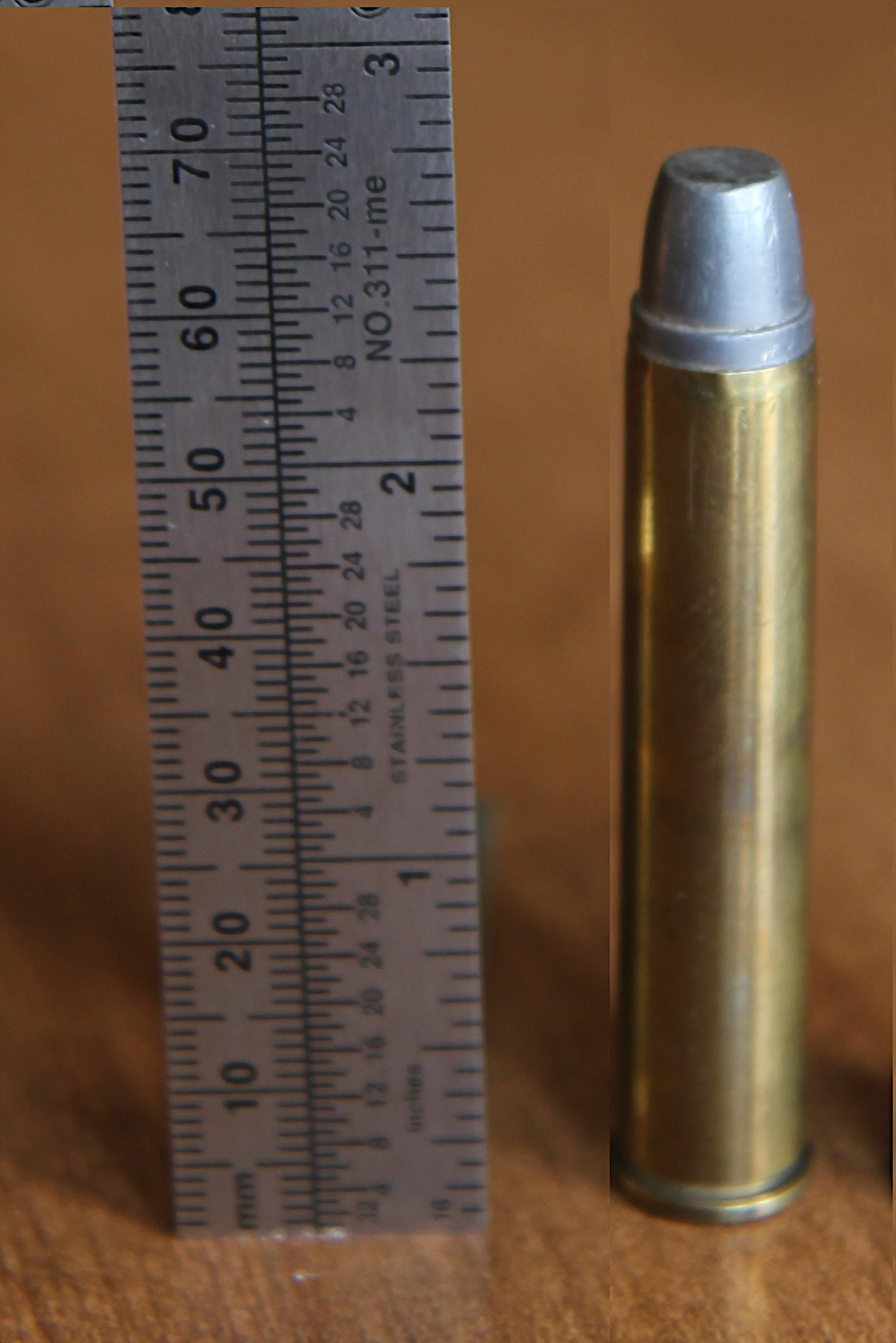
Um cartucho .444 Marlin.

O .444 Marlin (ou 10,9×57mm) é um cartucho de fogo central para rifle projetado em 1964 pela Marlin Firearms em conjunto com a Remington Arms. Ele foi projetado para preencher a lacuna deixada pelos antigos .45-70 quando esse cartucho não estava disponível em nenhum novo rifle por ação de alavanca; na época, era o maior cartucho para ação de alavanca disponível. O .444 Marlin se assemelha a um .44 Magnum alongado e fornece um aumento significativo na velocidade de saída. É geralmente usado no rifle "Marlin 444" por ação de alavanca.